# Литва на летних Олимпийских играх 2016
Литва на летних Олимпийских играх 2016 года  представлена в пятнадцати видах спорта.

## Медалисты
| Медаль  | Спортсмен                            | Вид спорта                  | Дисциплина               |
| ------- | ------------------------------------ | --------------------------- | ------------------------ |
| Серебро | Миндаугас Гришконис Саулюс Риттер    | Академическая гребля        | Мужчины, двойки парные   |
| Бронза  | Доната Виштартайте Милда Вальчюкайте | Академическая гребля        | Женщины, двойки парные   |
| Бронза  | Ауримас Диджбалис                    | Тяжёлая атлетика            | Мужчины, до 94 кг        |
| Бронза  | Ауримас Ланкас Эдвинас Раманаускас   | Гребля на байдарках и каноэ | Мужчины, K-2, 200 метров |

## Состав сборной
Академическая гребля
1. Ауримас Адомавичюс
2. Миндаугас Гришконис
3. Мартинас Джяугис
4. Армандас Кяльмялис
5. Довидас Немеравичюс
6. Саулюс Риттер
7. Доминикас Янчёнис
8. Милда Вальчюкайте
9. Доната Виштартайте
10. Лина Шальтите

 Баскетбол
1. Йонас Валанчюнас
2. Марюс Григонис
3. Антанас Каваляускас
4. Мантас Калниетис
5. Вайдас Кариняускас
6. Миндаугас Кузминскас
7. Йонас Мачюлис
8. Домантас Сабонис
9. Реналдас Сейбутис
10. Адас Юшкевичюс
11. Робертас Явтокас
12. Паулюс Янкунас

 Бокс
1. Эвалдас Пятраускас
2. Эймантас Станёнис

 Борьба
Греко-римская борьба
1. Эдгарас Венцкайтис

Велоспорт
 Шоссейный велоспорт
1. Игнат Коновалов
2. Рамунас Навардаускас
3. Дайва Тушлайте

 Трековый велоспорт
1. Симона Крупецкайте

Гребля на байдарках и каноэ
 Гребля на гладкой воде
1. Генрикас Жустаутас
2. Ауримас Ланкас
3. Игнас Навакаускас
4. Ричардас Некрёшюс
5. Андрей Олийник
6. Эдвинас Раманаускас

 Дзюдо
1. Санта Пакените

 Лёгкая атлетика
1. Андрюс Гуджюс
2. Валдас Дополскас
3. Марюс Жюкас
4. Ремигиюс Канчис
5. Артур Мастяница
6. Марюс Шавельскис
7. Тадас Шушкявичюс
8. Неринга Айдетите
9. Эгле Бальчюнайте
10. Живиле Вайцюкевичюте
11. Бригита Вирбалите-Димшене
12. Раса Драздаускайте
13. Вайда Жусинайте
14. Диана Лобачевская
15. Айрине Пальшите
16. Зинаида Сендрюте

 Парусный спорт
1. Йозас Бернотас
2. Гинтаре Шейдт

 Плавание
1. Симонас Билис
2. Дейвидас Маргевичюс
3. Данас Рапшис
4. Гедрюс Титянис
5. Андрюс Шидлаускас
6. Рута Мейлутите

 Современное пятиборье
1. Юстинас Киндерис
2. Лаура Асадаускайте
3. Ева Серапинайте

 Стрельба
1. Рональдас Рачинскас

 Спортивная гимнастика
1. Роберт Творогал

 Теннис
1. Ричардас Беранкис

 Тяжёлая атлетика
1. Ауримас Дидзбалис

## Результаты соревнований

### Академическая гребля
В следующий раунд из каждого заезда проходят несколько лучших экипажей (в зависимости от дисциплины). В отборочный заезд попадают спортсмены, выбывшие в предварительном раунде. В финал A выходят 6 сильнейших экипажей, остальные разыгрывают места в утешительных финалах B-F.
Мужчины
| Соревнование    | Спортсмены                                                                | Предварительный заезд | Предварительный заезд | Предварительный заезд | Отборочный заезд | Отборочный заезд | Отборочный заезд | Четвертьфинал | Четвертьфинал | Четвертьфинал | Полуфинал     | Полуфинал     | Полуфинал     | Финал   | Финал   | Итоговое место |
| Соревнование    | Спортсмены                                                                | Заезд                 | Время                 | Место                 | Заезд            | Время            | Место            | Заезд         | Время         | Место         | Заезд         | Время         | Место         | Время   | Место   | Итоговое место |
| --------------- | ------------------------------------------------------------------------- | --------------------- | --------------------- | --------------------- | ---------------- | ---------------- | ---------------- | ------------- | ------------- | ------------- | ------------- | ------------- | ------------- | ------- | ------- | -------------- |
| одиночки        | Армандас Кяльмялис                                                        | 1                     | 7:34,59               | 5                     | 3                | 7:13,36          | 1 Q              | 2             | 7:04,67       | 5 Q C/D       | Полуфинал C/D | Полуфинал C/D | Полуфинал C/D | Финал D | Финал D | 19             |
| одиночки        | Армандас Кяльмялис                                                        | 1                     | 7:34,59               | 5                     | 3                | 7:13,36          | 1 Q              | 2             | 7:04,67       | 5 Q C/D       | 2             | 7:20,72       | 4 QD          | 7:00,72 | 1       | 19             |
| двойки парные   | Миндаугас Гришконис Саулюс Риттер                                         | 2                     | 6:29,11               | 1 Q                   | Не участвовали   | Не участвовали   | Не участвовали   | Не проводится | Не проводится | Не проводится | 2             | 6:14,61       | 1 QA          | Финал A | Финал A | 2              |
| двойки парные   | Миндаугас Гришконис Саулюс Риттер                                         | 2                     | 6:29,11               | 1 Q                   | Не участвовали   | Не участвовали   | Не участвовали   | Не проводится | Не проводится | Не проводится | 2             | 6:14,61       | 1 QA          | 6:51,39 | 2       | 2              |
| четвёрки парные | Довидас Немеравичюс Мартинас Джяугис Доминикас Янчёнис Ауримас Адомавичюс | 2                     | 5:58,70               | 5                     | 1                | 5:55,78          | 3 QB             | Не проводится | Не проводится | Не проводится | Не проводится | Не проводится | Не проводится | Финал B | Финал B | 9              |
| четвёрки парные | Довидас Немеравичюс Мартинас Джяугис Доминикас Янчёнис Ауримас Адомавичюс | 2                     | 5:58,70               | 5                     | 1                | 5:55,78          | 3 QB             | Не проводится | Не проводится | Не проводится | Не проводится | Не проводится | Не проводится | 6:15,16 | 3       | 9              |

Женщины
| Соревнование  | Спортсмены                           | Предварительный заезд | Предварительный заезд | Предварительный заезд | Отборочный заезд | Отборочный заезд | Отборочный заезд | Четвертьфинал | Четвертьфинал | Четвертьфинал | Полуфинал     | Полуфинал     | Полуфинал     | Финал   | Финал   | Итоговое место |
| Соревнование  | Спортсмены                           | Заезд                 | Время                 | Место                 | Заезд            | Время            | Место            | Заезд         | Время         | Место         | Заезд         | Время         | Место         | Время   | Место   | Итоговое место |
| ------------- | ------------------------------------ | --------------------- | --------------------- | --------------------- | ---------------- | ---------------- | ---------------- | ------------- | ------------- | ------------- | ------------- | ------------- | ------------- | ------- | ------- | -------------- |
| одиночки      | Лина Шальтите                        | 2                     | 8:35,92               | 3 Q                   | Не участвовала   | Не участвовала   | Не участвовала   | 4             | 7:38,39       | 5 Q C/D       | Полуфинал C/D | Полуфинал C/D | Полуфинал C/D | Финал С | Финал С | 14             |
| одиночки      | Лина Шальтите                        | 2                     | 8:35,92               | 3 Q                   | Не участвовала   | Не участвовала   | Не участвовала   | 4             | 7:38,39       | 5 Q C/D       | 1             | 7:55,57       | 1 QC          | 7:30,38 | 2       | 14             |
| двойки парные | Доната Виштартайте Милда Вальчюкайте | 1                     | 7:04,82               | 1 Q                   | Не участвовали   | Не участвовали   | Не участвовали   | Не проводится | Не проводится | Не проводится | 1             | 6:52,46       | 2 QA          | Финал A | Финал A | 3              |
| двойки парные | Доната Виштартайте Милда Вальчюкайте | 1                     | 7:04,82               | 1 Q                   | Не участвовали   | Не участвовали   | Не участвовали   | Не проводится | Не проводится | Не проводится | 1             | 6:52,46       | 2 QA          | 7:43,76 | 3       | 3              |

### Баскетбол

#### Мужчины
Мужская сборная Литвы квалифицировалась на Игры, завоевав серебряные медали на чемпионате Европы  2015 года.
Состав
| Номер     | Позиция   | Имя                  | Дата рождения    | Рост, см  | Клуб                 | Игры      | Очки      | Подборы   | Передачи  |
| Защитники | Защитники | Защитники            | Защитники        | Защитники | Защитники            | Защитники | Защитники | Защитники | Защитники |
| --------- | --------- | -------------------- | ---------------- | --------- | -------------------- | --------- | --------- | --------- | --------- |
| 40        | АЗ        | Марюс Григонис       | 26 апреля 1994   | 198       | Манреса              | 6         | 2,5       | 1,5       | 1,3       |
| 5         | РЗ        | Мантас Калниетис     | 6 сентября 1986  | 195       | Олимпия Милан        | 6         | 18,0      | 2,7       | 7,5       |
| 7         | АЗ        | Адас Юшкевичюс       | 3 января 1989    | 194       | Летувос Ритас        | 3         | 3,3       | 0,0       | 1,3       |
| 10        | АЗ        | Реналдас Сейбутис    | 23 июля 1985     | 196       | Жальгирис            | 6         | 7,8       | 1,7       | 2,0       |
| 93        | АЗ        | Вайдас Кариняускас   | 16 ноября 1993   | 197       | Кимис                | 5         | 2,0       | 0,8       | 0,8       |
| Форварды  |           |                      |                  |           |                      |           |           |           |           |
| 19        | ЛФ        | Миндаугас Кузминскас | 19 октября 1989  | 205       | Нью-Йорк Никс        | 6         | 10,8      | 4,5       | 1,5       |
| 8         | ЛФ        | Йонас Мачюлис        | 10 февраля 1985  | 198       | Реал Мадрид          | 6         | 9,5       | 4,0       | 1,7       |
| 11        | ТФ        | Домантас Сабонис     | 3 мая 1996       | 211       | Оклахома-Сити Тандер | 6         | 5,5       | 4,3       | 0,7       |
| 13        | ТФ        | Паулюс Янкунас       | 29 апреля 1984   | 205       | Жальгирис            | 6         | 8,2       | 3,8       | 1,0       |
| Центровые |           |                      |                  |           |                      |           |           |           |           |
| 12        | Ц         | Антанас Каваляускас  | 19 сентября 1984 | 208       | Летувос Ритас        | 5         | 4,4       | 1,2       | 0,2       |
| 17        | Ц         | Йонас Валанчюнас     | 6 мая 1992       | 213       | Торонто Рэпторс      | 6         | 6,7       | 7,0       | 0,5       |
| 15        | Ц         | Робертас Явтокас     | 20 марта 1980    | 211       | Жальгирис            | 2         | 0,0       | 0,0       | 0,5       |

| Имя               | Гражданство | Должность      | Дата рождения  |
| ----------------- | ----------- | -------------- | -------------- |
| Йонас Казлаускас  | Литва       | Главный тренер | 21 ноября 1954 |
| Дарюс Масколюнас  | Литва       | Тренер         | 6 января 1971  |
| Гинтарас Крапикас | Литва       | Тренер         | 6 июля 1961    |

Результаты
Групповой этап (Группа B)
| Место | Команда   | И | В | П | ОЗ  | ОП  | +/- | Очки |
| ----- | --------- | - | - | - | --- | --- | --- | ---- |
| 1     | Хорватия  | 5 | 3 | 2 | 400 | 407 | -7  | 8    |
| 2     | Испания   | 5 | 3 | 2 | 432 | 357 | +75 | 8    |
| 3     | Литва     | 5 | 3 | 2 | 392 | 428 | -36 | 8    |
| 4     | Аргентина | 5 | 3 | 2 | 441 | 428 | +13 | 8    |
| 5     | Бразилия  | 5 | 2 | 3 | 411 | 407 | +4  | 7    |
| 6     | Нигерия   | 5 | 1 | 4 | 392 | 441 | -49 | 6    |

| 7 августа 2016 14:15 UTC−3 | Протокол | Бразилия                   | 76:82    | Литва        | Кариока Арена, Рио-де-Жанейро Зрителей: 7990 Судьи: Эдди Вьятор Стивен Андерсон Хосе Рейес |
| 7 августа 2016 14:15 UTC−3 | Протокол | 17:27, 12:31, 23:12, 24:12 |          |              | Кариока Арена, Рио-де-Жанейро Зрителей: 7990 Судьи: Эдди Вьятор Стивен Андерсон Хосе Рейес |
| 7 августа 2016 14:15 UTC−3 | Протокол | Барбоза 21                 | Очки     | Калниетис 16 | Кариока Арена, Рио-де-Жанейро Зрителей: 7990 Судьи: Эдди Вьятор Стивен Андерсон Хосе Рейес |
| 7 августа 2016 14:15 UTC−3 | Протокол | Нене 8                     | Подборы  | Янкунас 7    | Кариока Арена, Рио-де-Жанейро Зрителей: 7990 Судьи: Эдди Вьятор Стивен Андерсон Хосе Рейес |
| 7 августа 2016 14:15 UTC−3 | Протокол | Уэртас 3                   | Передачи | Калниетис 8  | Кариока Арена, Рио-де-Жанейро Зрителей: 7990 Судьи: Эдди Вьятор Стивен Андерсон Хосе Рейес |

| 9 августа 2016 19:00 UTC−3 | Протокол | Литва                      | 89:80    | Нигерия       | Кариока Арена, Рио-де-Жанейро Зрителей: 5785 Судьи: Стефан Себель Роберт Лоттермозер Аннe Пантер |
| 9 августа 2016 19:00 UTC−3 | Протокол | 13:16, 23:25, 29:13, 24:26 |          |               | Кариока Арена, Рио-де-Жанейро Зрителей: 5785 Судьи: Стефан Себель Роберт Лоттермозер Аннe Пантер |
| 9 августа 2016 19:00 UTC−3 | Протокол | Мачюлис, Калниетис по 21   | Очки     | Диогу 19      | Кариока Арена, Рио-де-Жанейро Зрителей: 5785 Судьи: Стефан Себель Роберт Лоттермозер Аннe Пантер |
| 9 августа 2016 19:00 UTC−3 | Протокол | Сабонис 7                  | Подборы  | Диогу 7       | Кариока Арена, Рио-де-Жанейро Зрителей: 5785 Судьи: Стефан Себель Роберт Лоттермозер Аннe Пантер |
| 9 августа 2016 19:00 UTC−3 | Протокол | Калниетис 12               | Передачи | Эби, Уме по 4 | Кариока Арена, Рио-де-Жанейро Зрителей: 5785 Судьи: Стефан Себель Роберт Лоттермозер Аннe Пантер |

| 11 августа 2016 22:30 UTC−3 | Протокол | Литва                      | 66:94 | Аргентина | Кариока Арена, Рио-де-Жанейро |
| 11 августа 2016 22:30 UTC−3 | Протокол | 15:22, 16:28, 19:22, 16:22 |       |           | Кариока Арена, Рио-де-Жанейро |

| 13 августа 2016 19:00 UTC−3 | Протокол | Испания                    | 65:66 | Литва | Кариока Арена, Рио-де-Жанейро |
| 13 августа 2016 19:00 UTC−3 | Протокол | 13:18, 18:16, 14:19, 20:13 |       |       | Кариока Арена, Рио-де-Жанейро |

| 15 августа 2016 22:30 UTC−3 | Протокол | Литва                      | 89:80 | Хорватия | Кариока Арена, Рио-де-Жанейро |
| 15 августа 2016 22:30 UTC−3 | Протокол | 13:16, 23:25, 29:13, 24:26 |       |          | Кариока Арена, Рио-де-Жанейро |

Четвертьфинал
| 17 августа 2016 11:00 UTC−3 |                            | Австралия | 90:64 | Литва | Кариока Арена, Рио-де-Жанейро |
| 17 августа 2016 11:00 UTC−3 | 26:17, 22:13, 22:13, 20:21 |           |       |       | Кариока Арена, Рио-де-Жанейро |

По итогам соревнований сборная Литвы по баскетболу заняла 7-ое место.

### Бокс
Квоты, завоёванные спортсменами являются именными. Если от одной страны путёвки на Игры завоюют два и более спортсмена, то право выбора боксёра предоставляется национальному Олимпийскому комитету. Соревнования по боксу проходят по системе плей-офф. Для победы в олимпийском турнире боксёру необходимо одержать либо четыре, либо пять побед в зависимости от жеребьёвки соревнований. Оба спортсмена, проигравшие в полуфинальных поединках, становятся обладателями бронзовых наград.
Мужчины
| Категория | Спортсмены         | Первый раунд       | Второй раунд         | Четвертьфинал        | Полуфинал            | Финал                | Место                |
| Категория | Спортсмены         | Соперник Результат | Соперник Результат   | Соперник Результат   | Соперник Результат   | Соперник Результат   | Место                |
| --------- | ------------------ | ------------------ | -------------------- | -------------------- | -------------------- | -------------------- | -------------------- |
| до 64 кг  | Эвалдас Пятраускас | INDМ. Кумар П 1:2  | Завершил выступление | Завершил выступление | Завершил выступление | Завершил выступление | Завершил выступление |
| до 69 кг  | Эймантас Станёнис  | CHNЛю Вэй В 3:0    | UZBШ. Гиясов П 0:3   | Завершил выступление | Завершил выступление | Завершил выступление | Завершил выступление |

### Борьба
В соревнованиях по борьбе, как и на предыдущих трёх Играх, будет разыгрываться 18 комплектов наград. По 6 у мужчин в вольной и греко-римской борьбе и 6 у женщин в вольной борьбе. Турнир пройдёт по олимпийской системе с выбыванием. В утешительный раунд попадают участники, проигравшие в своих поединках будущим финалистам соревнований. Каждый поединок состоит из двух раундов по 3 минуты, победителем становится спортсмен, набравший большее количество технических очков. По окончании схватки, в зависимости от результатов спортсменам начисляются классификационные очки.
Мужчины
Греко-римская борьба
| Категория | Спортсмены         | Первый раунд       | 1/8 финала                 | Четвертьфинал        | Полуфинал            | Финал                | Место                |
| Категория | Спортсмены         | Соперник Результат | Соперник Результат         | Соперник Результат   | Соперник Результат   | Соперник Результат   | Место                |
| --------- | ------------------ | ------------------ | -------------------------- | -------------------- | -------------------- | -------------------- | -------------------- |
| до 66 кг  | Эдгарас Венцкайтис | Не проводится      | Франк Штеблер Германия 3-2 | Завершил выступление | Завершил выступление | Завершил выступление | Завершил выступление |

### Велоспорт

#### Шоссейный велоспорт
Мужчины
| Соревнование    | Спортсмены           | Время   | Место | Отставание |
| --------------- | -------------------- | ------- | ----- | ---------- |
| групповая гонка | Рамунас Навардаускас | 6:22:23 | 35    | +12:18     |
| групповая гонка | Игнат Коновалов      | 6:41:52 | OTL   | +31:47     |

Женщины
| Соревнование    | Спортсмены     | Время   | Место | Отставание |
| --------------- | -------------- | ------- | ----- | ---------- |
| групповая гонка | Дайва Тушлайте | 3:58:34 | 34    | +7:07      |

#### Трековый велоспорт
Женщины
Спринт
| Соревнование | Спортсмены         | Квалификация   | Квалификация | Раунд 1                                  | Утешительный заезд                  | Раунд 2                                     | Утешительный заезд                                                           | Четвертьфинал                                                                                         | Полуфинал                          | Финал за 5-8 места                                                                               | Место |
| Соревнование | Спортсмены         | Время Скорость | Место        | Соперник Время Скорость Опережение       | Соперники Время Скорость Отставание | Соперник Время Скорость Отставание          | Соперники Время Скорость Опережение                                          | Соперник Время и отставание 1-го заезда Время и отставание 2-го заезда Время и отставание 3-го заезда | Соперник Время Скорость Отставание | Победитель заезда, время и скорость Соперник и отставание Соперник и отставание Отставание       | Место |
| ------------ | ------------------ | -------------- | ------------ | ---------------------------------------- | ----------------------------------- | ------------------------------------------- | ---------------------------------------------------------------------------- | --- | ---------------------------------- | ------------------------------------------------------------------------------------------------ | ----- |
| женщины      | Симона Крупецкайте | 10.978 65.585  | 10           | Анна Мирс Австралия 11.308 63.671 -0.408 | Не участвовала                      | Элис Лигтле Нидерланды 11.360 63.380 +0.025 | Виржин Куэф Франция Наташа Хансен Новая Зеландия 11.614 61.994 -0.001 -0.150 | Кэти Мархант Великобритания 11.225 +1.139 11.342 +0.232 -                                             | Не участвовала                     | Гун Цзиньцзе Китай 11.197 64.302 Лэй Вайси Гонконг +0.005 Анастасия Войнова Россия +0.353 +0.203 | 7     |

Кейрин
| Соревнование | Спортсмены         | Первый раунд | Первый раунд | Утешительный заезд | Утешительный заезд | Второй раунд | Второй раунд | Утешительный финал | Итоговое место |
| Соревнование | Спортсмены         | Заезд        | Место        | Заезд              | Место              | Заезд        | Место        | Место              | Итоговое место |
| ------------ | ------------------ | ------------ | ------------ | ------------------ | ------------------ | ------------ | ------------ | ------------------ | -------------- |
| женщины      | Симона Крупецкайте | 4            | 2            | Не участвовала     | Не участвовала     | 2            | 5            | 6                  | 12             |

### Водные виды спорта

#### Плавание
В следующий раунд на каждой дистанции проходят спортсмены, показавшие лучший результат, независимо от места, занятого в своём заплыве.
Мужчины
| Дистанция                    | Спортсмены                                                    | Предварительный раунд | Предварительный раунд | Предварительный раунд | Полуфинал             | Полуфинал             | Полуфинал             | Финал                 | Финал                 |
| Дистанция                    | Спортсмены                                                    | Заплыв                | Результат             | Место                 | Заплыв                | Результат             | Место                 | Результат             | Место                 |
| ---------------------------- | ------------------------------------------------------------- | --------------------- | --------------------- | --------------------- | --------------------- | --------------------- | --------------------- | --------------------- | --------------------- |
| 50 метров вольным стилем     | Симонас Билис                                                 | 11                    | 22,01                 | 14 Q                  | 2                     | 21,71                 | 6 Q                   | 22,08                 | 8                     |
| 100 метров вольным стилем    | Симонас Билис                                                 | 5                     | 49,16                 | 30                    | Завершил выступление  | Завершил выступление  | Завершил выступление  | Завершил выступление  | Завершил выступление  |
| 100 метров на спине          | Данас Рапшис                                                  | 2                     | 54,40                 | 24                    | Завершил выступление  | Завершил выступление  | Завершил выступление  | Завершил выступление  | Завершил выступление  |
| 200 метров на спине          | Данас Рапшис                                                  | 4                     | 1:59,58               | 21                    | Завершил выступление  | Завершил выступление  | Завершил выступление  | Завершил выступление  | Завершил выступление  |
| 100 метров брассом           | Гедрюс Титянис                                                | 6                     | 59,90                 | 12 Q                  | 1                     | 59,80                 | 10                    | Завершил выступление  | Завершил выступление  |
| 100 метров брассом           | Андрюс Шидлаускас                                             | 3                     | 1:00,59               | 23                    | Завершил выступление  | Завершил выступление  | Завершил выступление  | Завершил выступление  | Завершил выступление  |
| 200 метров брассом           | Гедрюс Титянис                                                | 4                     | 2:12,13               | 22                    | Завершил выступление  | Завершил выступление  | Завершил выступление  | Завершил выступление  | Завершил выступление  |
| Эстафета                     | Предварительный раунд                                         | Предварительный раунд | Предварительный раунд | Предварительный раунд | Финал                 | Финал                 | Финал                 | Финал                 | Финал                 |
| Эстафета                     | Состав                                                        | Заплыв                | Результат             | Место                 | Состав                | Состав                | Состав                | Результат             | Место                 |
| 4×100 метров комбинированная | Симонас Билис Дейвидас Маргевичюс Данас Рапшис Гедрюс Титянис | 1                     | 3:35,90               | 14                    | Завершили выступление | Завершили выступление | Завершили выступление | Завершили выступление | Завершили выступление |

Женщины
| Дистанция          | Спортсмены     | Предварительный раунд | Предварительный раунд | Предварительный раунд | Полуфинал | Полуфинал | Полуфинал | Финал     | Финал |
| Дистанция          | Спортсмены     | Заплыв                | Результат             | Место                 | Заплыв    | Результат | Место     | Результат | Место |
| ------------------ | -------------- | --------------------- | --------------------- | --------------------- | --------- | --------- | --------- | --------- | ----- |
| 100 метров брассом | Рута Мейлутите | 6                     | 1:06,35               | 4 Q                   | 1         | 1:06,44   | 4 Q       | 1:07,32   | 7     |

### Гимнастика

#### Спортивная гимнастика
В квалификационном раунде проходил отбор, как в финал командного многоборья, так и в финалы личных дисциплин. В финал индивидуального многоборья отбиралось 24 спортсмена с наивысшими результатами, а в финалы отдельных упражнений по 8 спортсменов, причём в финале личных дисциплин страна не могла быть представлена более, чем 2 спортсменами. В командном многоборье в квалификации на каждом снаряде выступали по 4 спортсмена, а в зачёт шли три лучших результата. В финале командных соревнований на каждом снаряде выступало по три спортсмена и все три результата шли в зачёт.
Мужчины
Многоборья
| Соревнование      | Спортсмены      | Квалификация        | Квалификация | Квалификация | Квалификация   | Квалификация        | Квалификация | Квалификация | Квалификация | Финал                | Финал                | Финал                | Финал                | Финал                | Финал                | Финал                | Финал                |
| Соревнование      | Спортсмены      | Вольные выступления | Конь         | Кольца       | Опорный прыжок | Параллельные брусья | Перекладина  | Всего        | Место        | Вольные выступления  | Конь                 | Кольца               | Опорный прыжок       | Параллельные брусья  | Перекладина          | Всего                | Место                |
| ----------------- | --------------- | ------------------- | ------------ | ------------ | -------------- | ------------------- | ------------ | ------------ | ------------ | -------------------- | -------------------- | -------------------- | -------------------- | -------------------- | -------------------- | -------------------- | -------------------- |
| личное многоборье | Роберт Творогал | 13,866              | 13,366       | 13,466       | 14,133         | 13,500              | 14,166       | 82,497       | 42           | Завершил выступление | Завершил выступление | Завершил выступление | Завершил выступление | Завершил выступление | Завершил выступление | Завершил выступление | Завершил выступление |

Индивидуальные упражнения
| Соревнование        | Спортсмены      | Квалификация | Квалификация | Финал                | Финал                |
| Соревнование        | Спортсмены      | Очки         | Место        | Очки                 | Место                |
| ------------------- | --------------- | ------------ | ------------ | -------------------- | -------------------- |
| вольные упражнения  | Роберт Творогал | 13,866       | 51           | Завершил выступление | Завершил выступление |
| конь                | Роберт Творогал | 13,366       | 56           | Завершил выступление | Завершил выступление |
| кольца              | Роберт Творогал | 13,466       | 61           | Завершил выступление | Завершил выступление |
| опорный прыжок      | Роберт Творогал | 13,849       | 15           | Завершил выступление | Завершил выступление |
| параллельные брусья | Роберт Творогал | 13,500       | 57           | Завершил выступление | Завершил выступление |
| перекладина         | Роберт Творогал | 14,166       | 39           | Завершил выступление | Завершил выступление |

### Гребля на байдарках и каноэ

#### Гребля на гладкой воде
Соревнования по гребле на байдарках и каноэ на гладкой воде проходили в лагуне Родригу-ди-Фрейташ, которая находится на территории города Рио-де-Жанейро. В каждой дисциплине соревнования проходили в три этапа: предварительный раунд, полуфинал и финал.
Мужчины
| Соревнование                  | Спортсмены                         | Предварительный раунд | Предварительный раунд | Предварительный раунд | Полуфинал      | Полуфинал      | Полуфинал      | Финал    | Финал | Итоговое место |
| Соревнование                  | Спортсмены                         | Заплыв                | Время                 | Место                 | Заплыв         | Время          | Место          | Время    | Место | Итоговое место |
| ----------------------------- | ---------------------------------- | --------------------- | --------------------- | --------------------- | -------------- | -------------- | -------------- | -------- | ----- | -------------- |
| байдарки-одиночки, 200 метров | Игнас Навакаускас                  | 3                     | 35.144                | 4                     | 2              | 35.168         | 5              | 40.230   | 4     | 12             |
| байдарки-двойки, 200 метров   | Ауримас Ланкас Эдвинас Раманаускас | 1                     | 31.755                | 1                     | Не участвовали | Не участвовали | Не участвовали | 32.382   | 3     | 3              |
| байдарки-двойки, 1000 метров  | Ричардас Некрёшюс Андрей Олийник   | 2                     | 3:24.246              | 3                     | 2              | 3:18.526       | 2              | 3:14.748 | 5     | 5              |
| каноэ-одиночки, 200 метров    | Генрикас Жустаутас                 | 4                     | 40.048                | 2                     | 1              | 41.187         | 6              | 40.230   | 3     | 11             |

### Дзюдо
Соревнования по дзюдо проводились по системе с выбыванием. В утешительные раунды попадали спортсмены, проигравшие полуфиналистам турнира. Два спортсмена, одержавших победу в утешительном раунде, в поединке за бронзу сражались с дзюдоистами, проигравшими в полуфинале.
Женщины
| Категория   | Спортсмены     | 1/16 финала        | 1/8 финала                     | Четвертьфинал         | Полуфинал             | Финал                 | Место                 |
| Категория   | Спортсмены     | Соперник Результат | Соперник Результат             | Соперник Результат    | Соперник Результат    | Соперник Результат    | Место                 |
| ----------- | -------------- | ------------------ | ------------------------------ | --------------------- | --------------------- | --------------------- | --------------------- |
| свыше 78 кг | Санта Пакените | Не проводится      | Канаэ Ямабэ Япония 0:1 0:0 0:0 | Завершила выступление | Завершила выступление | Завершила выступление | Завершила выступление |

### Лёгкая атлетика
Мужчины
Шоссейные дисциплины
| Дисциплина              | Спортсмен        | Время   | Место | Отставание |
| ----------------------- | ---------------- | ------- | ----- | ---------- |
| марафон                 | Валдас Дополскас | 2:28:21 | 111   | +19’37     |
| марафон                 | Ремигиюс Канчис  | 2:21:10 | 75    | +12’26     |
| ходьба на 20 километров | Марюс Шавельскис | 1:29:26 | 59    | +10’12”    |
| ходьба на 20 километров | Марюс Жюкас      | 1:22:27 | 26    | +3’13”     |
| ходьба на 50 километров | Артур Мастяница  | DNF     | -     | -          |
| ходьба на 50 километров | Тадас Шушкявичюс | 4:04:10 | 33    | +23:12     |

Технические дисциплины
| Дисциплина    | Спортсмен     | Квалификация | Квалификация | Финал     | Финал |
| Дисциплина    | Спортсмен     | Результат    | Место        | Результат | Место |
| ------------- | ------------- | ------------ | ------------ | --------- | ----- |
| метание диска | Андрюс Гуджюс | 65.18        | 4            | 60.66     | 12    |

Женщины
Беговые дисциплины
| Дисциплина        | Спортсмен        | Предварительный раунд | Предварительный раунд | Предварительный раунд | Четвертьфиналы | Четвертьфиналы | Четвертьфиналы | Полуфиналы            | Полуфиналы            | Полуфиналы            | Финал                 | Финал                 |
| Дисциплина        | Спортсмен        | Забег                 | Время                 | Место                 | Забег          | Время          | Место          | Забег                 | Время                 | Место                 | Время                 | Место                 |
| ----------------- | ---------------- | --------------------- | --------------------- | --------------------- | -------------- | -------------- | -------------- | --------------------- | --------------------- | --------------------- | --------------------- | --------------------- |
| бег на 800 метров | Эгле Бальчюнайте | 7                     | 2:02.98               | 6                     | Не проводится  | Не проводится  | Не проводится  | Завершила выступление | Завершила выступление | Завершила выступление | Завершила выступление | Завершила выступление |

Шоссейные дисциплины
| Дисциплина              | Спортсмен                 | Время   | Место | Отставание |
| ----------------------- | ------------------------- | ------- | ----- | ---------- |
| марафон                 | Раса Драздаускайте        | 2:35:50 | 37    | +11’46”    |
| марафон                 | Диана Лобачевская         | 2:30:48 | 17    | +6’44”     |
| марафон                 | Вайда Жусинайте           | 2:35:53 | 38    | +11’49     |
| ходьба на 20 километров | Неринга Айдетите          | DNF     | -     | -          |
| ходьба на 20 километров | Живиле Вайцюкевичюте      | 1:41:28 | 56    | +12’53     |
| ходьба на 20 километров | Бригита Вирбалите-Димшене | 1:35:11 | 29    | +6’36      |

Технические дисциплины
| Дисциплина      | Спортсмен        | Квалификация | Квалификация | Финал     | Финал |
| Дисциплина      | Спортсмен        | Результат    | Место        | Результат | Место |
| --------------- | ---------------- | ------------ | ------------ | --------- | ----- |
| прыжок в высоту | Айрине Пальшите  | 1.94         | 11           | 1.88      | 13    |
| метание диска   | Зинаида Сендрюте | 60.79        | 11           | 61.89     | 10    |

### Парусный спорт
Соревнования по парусному спорту в каждом из классов состояли из 10 или 12 гонок. Каждую гонку спортсмены начинали с общего старта. Победителем становился экипаж, первым пересекший финишную черту. Количество очков, идущих в общий зачёт, соответствовало занятому командой месту. 10 лучших экипажей по результатам 10 заплывов попадали в медальную гонку, результаты которой также шли в общий зачёт. В медальной гонке, очки, полученные экипажем удваивались. В случае если участник соревнований не смог завершить гонку ему начислялось количество очков, равное количеству участников плюс один. При итоговом подсчёте очков не учитывался худший результат, показанный экипажем в одной из гонок. Сборная, набравшая наименьшее количество очков, становится олимпийским чемпионом.
Мужчины
| Класс | Спортсмены     | Гонка | Гонка | Гонка | Гонка | Гонка  | Гонка | Гонка | Гонка  | Гонка | Гонка  | Гонка | Гонка | Гонка         | Очки | Место |
| Класс | Спортсмены     | 1     | 2     | 3     | 4     | 5      | 6     | 7     | 8      | 9     | 10     | 11    | 12    | M             | Очки | Место |
| ----- | -------------- | ----- | ----- | ----- | ----- | ------ | ----- | ----- | ------ | ----- | ------ | ----- | ----- | ------------- | ---- | ----- |
| RS:X  | Йозас Бернотас | 19    | 23    | 17    | 29    | 37 DNF | 14    | 26    | 37 DNF | 21    | 37 UFD | 26    | 29    | не участвовал | 278  | 26    |

Женщины
В классе «Лазер Радиал» Литву представляла серебряный призёр Игр 2008 года Гинтаре Шейдт. На Играх в Рио-де-Жанейро Шейдт лишь раз удалось закончить гонку в тройке сильнейших, выиграв второй заезд. Тем не менее стабильно высокие результаты позволили Шейдт пробиться в медальную гонку, но поскольку отрыв от лидеров к моменту начала заключительной гонки был очень большой, то Гинтаре, занимавшая шестое место, могла побороться только за место в пятёрке. Медальную гонку Шейдт завершила четвёртой и с общей суммой в 90 очков она заняла итоговое 7-е место.
| Класс        | Спортсмены    | Гонка  | Гонка | Гонка | Гонка | Гонка | Гонка | Гонка | Гонка | Гонка | Гонка | Гонка | Очки | Место |
| Класс        | Спортсмены    | 1      | 2     | 3     | 4     | 5     | 6     | 7     | 8     | 9     | 10    | M     | Очки | Место |
| ------------ | ------------- | ------ | ----- | ----- | ----- | ----- | ----- | ----- | ----- | ----- | ----- | ----- | ---- | ----- |
| Лазер Радиал | Гинтаре Шейдт | UFD 38 | 1     | 9     | 8     | 12    | 5     | 12    | 24    | 4     | 11    | 4     | 90   | 7     |

### Современное пятиборье
Современное пятиборье включает в себя: стрельбу, плавание, фехтование, верховую езду и бег. Как и на предыдущих Играх бег и стрельба были объединены в один вид — комбайн. В комбайне спортсмены стартовали с гандикапом, набранным за предыдущие три дисциплины (4 очка = 1 секунда). Олимпийским чемпионом становится спортсмен, который пересекает финишную линию первым.
Мужчины
| Соревнование      | Спортсмены       | Фехтование | Фехтование | Фехтование | Плавание | Плавание | Плавание | Верховая езда | Верховая езда | Верховая езда | Комбайн  | Комбайн | Комбайн | Всего     | Всего |
| Соревнование      | Спортсмены       | Побед      | Очки       | Место      | Время    | Очки     | Место    | Время         | Очки          | Место         | Время    | Очки    | Место   | Результат | Место |
| ----------------- | ---------------- | ---------- | ---------- | ---------- | -------- | -------- | -------- | ------------- | ------------- | ------------- | -------- | ------- | ------- | --------- | ----- |
| личное первенство | Юстинас Киндерис | 18         | 211        | 17         | 2:06.84  | 320      | 30       | DNF           | 0             | 33            | 11:27.33 | 613     | 14      | 1144      | 34    |

Женщины
| Соревнование      | Спортсмены         | Фехтование | Фехтование | Фехтование | Плавание | Плавание | Плавание | Верховая езда | Верховая езда | Верховая езда | Комбайн  | Комбайн | Комбайн | Всего     | Всего |
| Соревнование      | Спортсмены         | Побед      | Очки       | Место      | Время    | Очки     | Место    | Время         | Очки          | Место         | Время    | Очки    | Место   | Результат | Место |
| ----------------- | ------------------ | ---------- | ---------- | ---------- | -------- | -------- | -------- | ------------- | ------------- | ------------- | -------- | ------- | ------- | --------- | ----- |
| личное первенство | Лаура Асадаускайте | 21         | 216        | 11         | 2:21.01  | 277      | 28       | DNF           | 0             | 31            | 12:01.01 | 579     | 1       | 1072      | 31    |
| личное первенство | Ева Серапинайте    | 15         | 190        | 26         | 2:14.43  | 297      | 10       | 69.50         | 265           | 26            | 14:29.68 | 431     | 35      | 1183      | 29    |

### Стрельба
В январе 2013 года Международная федерация спортивной стрельбы приняла новые правила проведения соревнований на 2013—2016 года, которые, в частности, изменили порядок проведения финалов. Во многих дисциплинах спортсмены, прошедшие в финал, теперь начинают решающий раунд без очков, набранных в квалификации, а финал проходит по системе с выбыванием. Также в финалах после каждого раунда стрельбы из дальнейшей борьбы выбывает спортсмен с наименьшим количеством баллов. В скоростном пистолете решающие поединки проходят по системе попал-промах. В стендовой стрельбе добавился полуфинальный раунд, где определяются по два участника финального матча и поединка за третье место.
Мужчины
| Соревнование | Спортсмены          | Квалификация | Квалификация | Полуфинал            | Полуфинал            | Финал                | Финал                |
| Соревнование | Спортсмены          | Результат    | Место        | Результат            | Место                | Соперник/ Результат  | Место                |
| ------------ | ------------------- | ------------ | ------------ | -------------------- | -------------------- | -------------------- | -------------------- |
| скит         | Рональдас Рачинскас | 112          | 30           | Завершил выступление | Завершил выступление | Завершил выступление | Завершил выступление |

### Теннис
Соревнования пройдут на кортах олимпийского теннисного центра. Теннисные матчи будут проходить на кортах с твёрдым покрытием DecoTurf, на которых также проходит и Открытый чемпионат США.
Мужчины
| Соревнование     | Спортсмены        | 1/32 финала              | 1/16 финала          | 1/8 финала           | Четвертьфинал        | Полуфинал            | Финал                | Место                |
| Соревнование     | Спортсмены        | Соперник Результат       | Соперник Результат   | Соперник Результат   | Соперник Результат   | Соперник Результат   | Соперник Результат   | Место                |
| ---------------- | ----------------- | ------------------------ | -------------------- | -------------------- | -------------------- | -------------------- | -------------------- | -------------------- |
| одиночный разряд | Ричардас Беранкис | AUSД. Миллман П 0:6, 0:6 | Завершил выступление | Завершил выступление | Завершил выступление | Завершил выступление | Завершил выступление | Завершил выступление |

### Тяжёлая атлетика
В рамках соревнований проводятся два упражнения — рывок и толчок. В каждом из упражнений спортсмену даётся 3 попытки. Победитель определяется по сумме двух упражнений. При равенстве результатов победа присуждается спортсмену, с меньшим собственным весом.
Мужчины
| Категория | Спортсмены        | Вес   | Рывок | Рывок | Рывок | Толчок | Толчок | Толчок | Всего | Место |
| Категория | Спортсмены        | Вес   | 1     | 2     | 3     | 1      | 2      | 3      | Всего | Место |
| --------- | ----------------- | ----- | ----- | ----- | ----- | ------ | ------ | ------ | ----- | ----- |
| до 94 кг  | Ауримас Диджбалис | 92.42 | 177   | 177   | 177   | 210    | 215    | 223    | 392   | 3     |